# Graphogaster macdunnoughi
Graphogaster macdunnoughi là một loài ruồi trong họ Tachinidae.